# Joskin

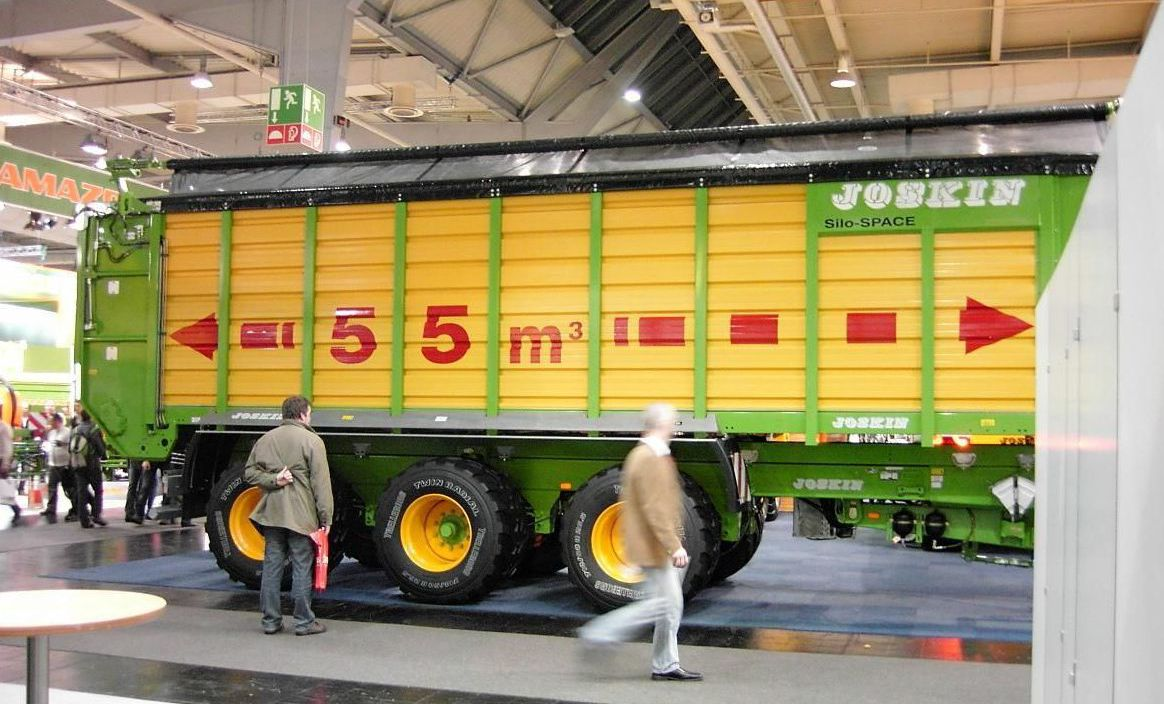
Joskin Silo-Space

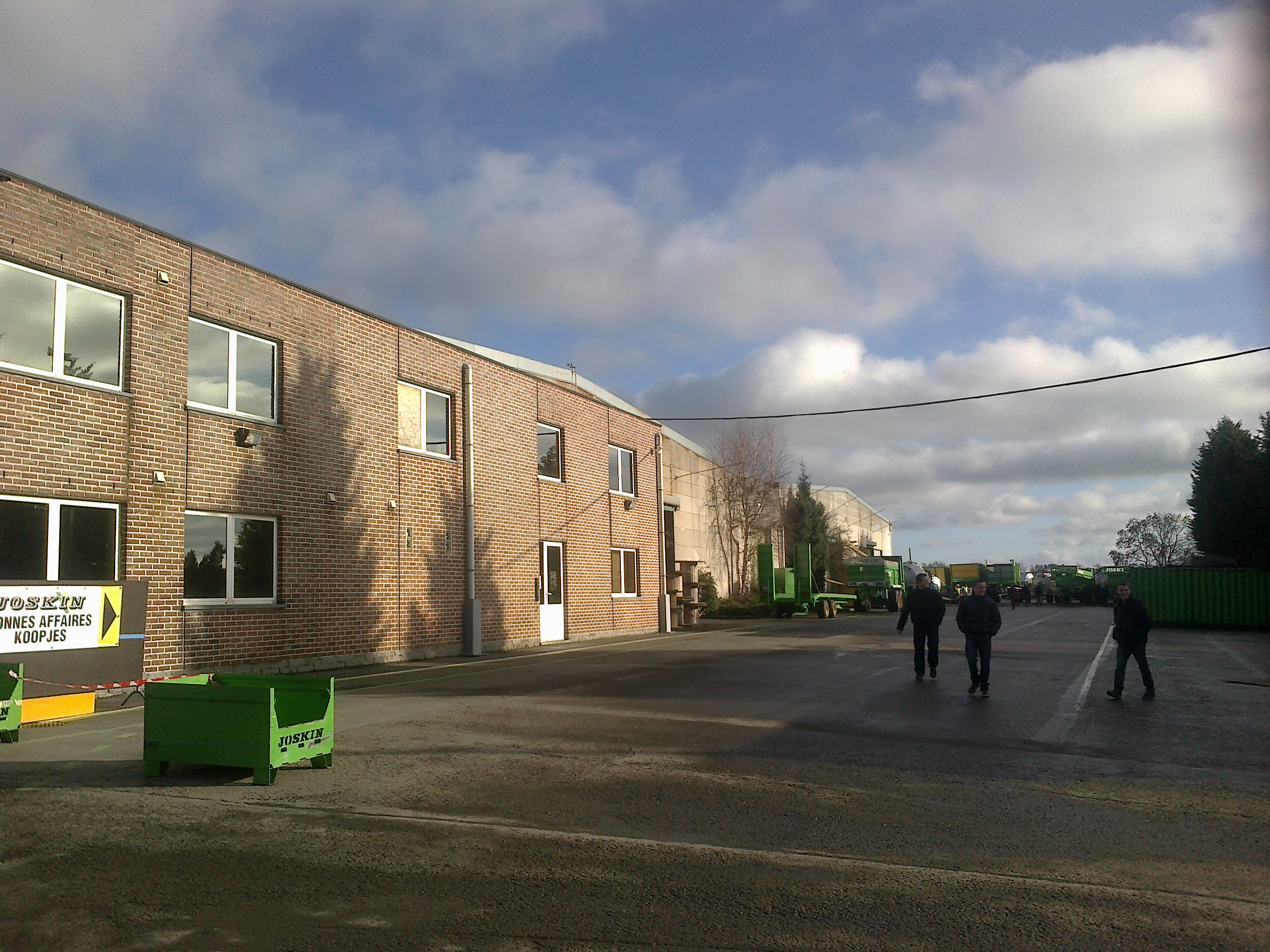
Joskin Firmensitz in Soumagne

Joskin SA ist ein belgischer Landmaschinenhersteller in Familienbesitz mit Hauptsitz in Soumagne, einer Gemeinde in der Provinz Lüttich.

## Geschichte
1968 wurde das Unternehmen als Lohnunternehmen durch Victor Joskin gegründet. Man ergänzte seine Tätigkeiten mit Maschinen- sowie Ersatzteilhandel. Noch heute hat Joskin regionale Bedeutung als Landmaschinenhändler. Das Lohnunternehmen wurde mittlerweile aufgegeben. Seit 1974 ist man in den Maschinenimport eingestiegen. Marken wie Krone, Monosem, Sulky-Burel, Rauch, Strautmann, Ålö-Quicke oder Hardi werden in Belgien durch Joskin vertreten. 1984 stieg man in die Produktion von Güllefässern ein. In den 1990er Jahren erweiterte man das Lieferprogramm durch landwirtschaftliche Kipper sowie baustellentaugliche Muldenkipper. Im polnischen Trzcianka (1999) und im französischen Bourges (2002) wurden weitere Fertigungsstellen eingerichtet. 2007 wurde das Tochterunternehmen SPAW TEC mit Standort in Andrimont gegründet. Bis 2010 wurden etwa 20.000 Güllefässer sowie 7000 Kipper gefertigt. Im Programm sind zudem einfach gebaute Geräte wie Viehanhänger oder Weideneggen sowie Miststreuer und Silierwagen.
Auf der Agritechnica 2011 stellte Joskin mit dem Cargo-Track einen landwirtschaftlichen Universaltransporter vor.
Im Jahr 2012 fertigte man etwa 3500 Geräte an den vier Standorten und erzielte 107 Millionen Euro Umsatz.
Anfang 2013 übernahm Joskin den französischen Kipper- und Miststreuer-Hersteller LeBoulch mit Sitz in La Vieille-Lyre, nachdem dies in der Vergangenheit bereits zwei Mal gescheitert war.
Im August 2022 bestätigte das Unternehmen Medienberichte, nach denen ein weiterer Standort im luxemburgischen Esch-an-der-Alzette beschlossen sei. Ende 2023 sollen die Arbeiten zum Bau der neuen Fabrik beginnen.

## Standorte
- Andrimont, Schweißen von Fässern, Muldenkippern und Miststreuern
- Bourges, Produktion von Anhänger und Miststreuern
- La Vieille-Lyre, Anhänger, Miststreuer
- Soumagne, Stammwerk
- Trzcianka, Galvanisierung und Anhänger
- Esch an der Alzette (Baubeginn für 2023 vorgesehen)